# Référendum irlandais sur le traité de Maastricht
Le référendum irlandais sur le traité de Maastricht a eu lieu en république d'Irlande le 18 juin 1992 afin de rendre possible la ratification du traité de Maastricht ; le traité fondateur de l'Union européenne ; par le pays.
Le résultat positif a entraîné un amendement de la constitution de 1937 signé le 16 juillet de la même année.

## Proposition
- Suppression dans l'article 29.4.3 (texte supprimé en caractères gras) :

« L'État peut devenir membre de la Communauté européenne du charbon et de l'acier (établie par traité signé à Paris le 18 avril 1951), la Communauté économique européenne (établie par traité signé à Rome le 25 mars 1957) et la Communauté européenne de l'énergie atomique (établie par traité signé à Rome le 25 mars 1957). L'État peut ratifier l'Acte unique européen (signé au nom des États membres des Communautés à Luxembourg le 17 février 1986 et à La Haye le 28 février 1986). Aucune disposition de la présente Constitution n'invalide les lois promulguées, les actes accomplis ou les mesures adoptées par L'État exigées par les obligations d'appartenance aux Communautés, ou n'empêche les lois promulguées, les actes accomplis ou les mesures adoptées par les Communautés, ou leurs institutions, d'avoir la force de loi dans l'État. »
- Insertion du nouvel article 29.4.4 :

« L'État peut ratifier le Traité sur l'Union européenne signé à Maastricht le 7 février 1992 et peut devenir membre de cette Union. »
- Insertion du nouvel article 29.4.5 :

« Aucune disposition de la présente Constitution n'invalide les lois promulguées, les actes accomplis ou les mesures adoptées par l'État qui sont nécessaires par les obligations d'adhésion à l'Union européenne ou des Communautés, ou n'empêche les lois promulguées, les actes accomplis ou les mesures adoptées par l'Union européenne ou par les Communautés ou par leurs institutions, ou par des organismes compétents en vertu des traités instituant les Communautés, d'avoir force de loi dans l'État. »
- Insertion du nouvel article 29.4.6 :

« L'État peut ratifier l'accord relatif aux brevets communautaires établi entre les États membres des Communautés et conclu à Luxembourg le 15 décembre 1989. »

## Campagne
Le onzième amendement de la Constitution a été l'un des nombreux amendements qui ont été apportés pour permettre expressément à l'État irlandais de ratifier les modifications apportées aux traités fondateurs de l'Union européenne (alors connue sous le nom de Communauté européenne). Ces amendements ont tous été adoptés en réponse à la décision de la Cour suprême de 1987, dans l'affaire Crotty v. An Taoiseach : les modifications majeures aux traités sont inconstitutionnelles, sauf s'ils sont accompagnés d'un amendement.
Le onzième amendement a été introduit par un gouvernement de coalition des démocrates progressistes et du Fianna Fáil avec pour seuls partis d'opposition, l'ancien parti travailliste et le parti vert. Certains groupes pro-vie se sont également opposés au traité, arguant qu'il pourrait conduire à un avortement légalisé dans la République. Le vote au référendum a été de 1.001 076 (69,1%) en faveur et 448 655 (30,9%) contre.

## Résultats
Les Irlandais, par une majorité d'un peu plus de 69 %, ont accepté la modification constitutionnelle. Toutefois, la participation, un peu plus faible que pour les précédents référendums concernant l'Europe, a à peine dépassé les 57 % des votants.
|            | Nombre    | Pourcentage des inscrits |
| ---------- | --------- | ------------------------ |
| Inscrits   | 2 542 840 | 100 %                    |
| Abstention | 1 085 621 | 42,69 %                  |
| Votants    | 1 457 219 | 57,31 %                  |

|                | Nombre    | Pourcentage des votants |
| -------------- | --------- | ----------------------- |
| Votants        | 1 457 219 | 100 %                   |
| Blancs ou nuls | 7 488     | 0,51 %                  |
| Exprimés       | 1 449 731 | 99,49 %                 |

| Non : 448 655 (30,95 %) |  |  | Oui : 1 001 076 (69,05 %) |
| ▲                       |  |  |                           |